# Conchillas
Conchillas ist ein Ort im Süden Uruguays.

## Geographie
Conchillas liegt im Südwesten des Departamento Colonia in dessen Sektor 7, südlich der Ruta Nacional Nr. 21. Der Ort befindet sich am Ufer des Arroyo Conchillas ca. sieben Kilometer von dem des Río de la Plata entfernt. Die Distanz zur Departamento-Hauptstadt Colonia del Sacramento im Südosten beträgt etwa 50 km. Bis zur nordwestlich gelegenen Stadt Carmelo sind es 40 km.

## Geschichte
Conchillas wurde im Jahre 1887 vom britischen Unternehmen Walker & Co als Siedlung für seine Arbeitnehmer gegründet.

## Infrastruktur

### Bildung
Conchillas verfügt mit dem 1990 gegründeten Liceo Rural de Conchillas über eine weiterführende Schule (Liceo).

### Verkehr
Es besteht eine Anschlussverbindung an die in einigen Kilometern nördlicher Entfernung verlaufende Ruta 21.

## Einwohner
Die Einwohnerzahl von Conchillas liegt bei 401 (Stand: 2011), davon 196 männliche und 205 weibliche.
| Jahr | Einwohner |
| ---- | --------- |
| 1963 | 825       |
| 1975 | 755       |
| 1985 | 727       |
| 1996 | 784       |
| 2004 | 756       |
| 2011 | 401       |

Quelle:

## Söhne und Töchter Conchillas
- Luis Urruti (* 1992), Fußballspieler